# 이현석 (축구인)
이현석(1968년 5월 17일 ~ )은 대한민국의 전직 축구 선수이다. 현역 시절 포지션은 공격수였다.